# Llista de presidents de l'Argentina

Estendard del President de l'Argentina.

El president de l'Argentina, elegit per la població per un període de quatre anys (amb possibilitat de reelecció immediata un cop) és cap d'Estat i també cap de govern del país.
Aquesta és la llista dels presidents de l'Argentina.
| Imatge | President                                                                           | Període de govern |
| ------ | ----------------------------------------------------------------------------------- | ----------------- |
|        | Bernardino Rivadavia                                                                | 1826 - 1831       |
|        | Vicente López i Planes                                                              | 1826 - 1831       |
|        | Governadors de la Província de Buenos Aires en exercici del Poder Executiu Nacional | 1827 - 1854       |
|        | Justo José de Urquiza                                                               | 1854 - 1860       |
|        | Santiago Derqui                                                                     | 1860 - 1861       |
|        | Juan Esteban Pedernera (vicepresident)                                              | 1861 - 1862       |
|        | Bartolomé Mitre                                                                     | 1862 - 1868       |
|        | Domingo Faustino Sarmiento                                                          | 1868 - 1874       |
|        | Nicolás Avellaneda                                                                  | 1874 - 1880       |
|        | Julio Argentino Roca                                                                | 1880 - 1886       |
|        | Miguel Juárez Celman                                                                | 1886 - 1892       |
|        | Carlos Pellegrini (vicepresident)                                                   | 1886 - 1892       |
|        | Luis Sáenz Peña                                                                     | 1892 - 1898       |
|        | José Evaristo de Uriburu (vicepresident)                                            | 1892 - 1898       |
|        | Julio Argentino Roca                                                                | 1898 - 1904       |
|        | Manuel Quintana                                                                     | 1904 - 1910       |
|        | José Figueroa Alcorta (vicepresident)                                               | 1904 - 1910       |
|        | Roque Sáenz Peña                                                                    | 1910 - 1916       |
|        | Victorino de la Plaza (vicepresident)                                               | 1910 - 1916       |
|        | Hipólito Yrigoyen                                                                   | 1916 - 1922       |
|        | Marcelo Torcuato de Alvear                                                          | 1922 - 1928       |
|        | Hipólito Yrigoyen                                                                   | 1928 - 1934       |
|        | José Félix Uriburu (de facto)                                                       | 1930 - 1932       |
|        | Agustín Pedro Justo                                                                 | 1932 - 1938       |
|        | Roberto Marcelino Ortiz                                                             | 1938 - 1944       |
|        | Ramón S. Castillo (vicepresident)                                                   | 1938 - 1944       |
|        | Arturo Rawson (de facto)                                                            | 1943 - 1946       |
|        | Pedro Pablo Ramírez (de facto)                                                      | 1943 - 1946       |
|        | Edelmiro Julián Farrell (de facto)                                                  | 1943 - 1946       |
|        | Juan Domingo Perón                                                                  | 1946 - 1952       |
|        | Juan Domingo Perón                                                                  | 1952 - 1958       |
|        | Eduardo Lonardi (de facto)                                                          | 1955 - 1958       |
|        | Pedro Eugenio Aramburu (de facto)                                                   | 1955 - 1958       |
|        | Arturo Frondizi                                                                     | 1958 - 1964       |
|        | José María Guido (interim)                                                          | 1958 - 1964       |
|        | Arturo Umberto Illia                                                                | 1963 - 1969       |
|        | Juan Carlos Onganía (de facto)                                                      | 1966 - 1973       |
|        | Roberto Marcelo Levingston (de facto)                                               | 1966 - 1973       |
|        | Alejandro Agustín Lanusse (de facto)                                                | 1966 - 1973       |
|        | Héctor José Cámpora                                                                 | 1973 - 1977       |
|        | Raúl Alberto Lastiri (interim)                                                      | 1973 - 1977       |
|        | Juan Domingo Perón                                                                  | 1973 - 1977       |
|        | María Estela Martínez de Perón (vicepresident)                                      | 1973 - 1977       |

## Dictadura Militar Argentina (1976 - 1983)
| Imatge | President                                            | Període de govern                            |
|        | Junta militar (de facto)                             | 24 de març de 1976 - 29 de març de 1976      |
|        | Jorge Rafael Videla (de facto) (1925 - 2013)         | 29 de març de 1976 - 29 de març de 1981      |
|        | Roberto Eduardo Viola (de facto) (1924 - 1994)       | 29 de març de 1981 - 11 de desembre de 1981  |
|        | Leopoldo Fortunato Galtieri (de facto) (1926 - 2003) | 22 de desembre de 1981 - 18 de juny de 1982  |
|        | Reynaldo Bignone (de facto) (1928 - 2018)            | 1 de juliol de 1982 - 10 de desembre de 1983 |

## Presidents des de la restauració de la democràcia (1983 -)
| Imatge | President                                | Període de govern                               |
|        | Raúl Ricardo Alfonsín (1927 - 2009)      | 10 de desembre de 1983 - 8 de juliol de 1989    |
|        | Carlos Saúl Menem (1930 - 2021)          | 8 de juliol de 1989 - 8 de juliol de 1995       |
|        | Carlos Saúl Menem (1930 - 2021)          | 8 de juliol de 1995 - 10 de desembre de 1999    |
|        | Fernando de la Rúa (1937 - 2019)         | 10 de desembre de 1999 - 20 de desembre de 2001 |
|        | Adolfo Rodríguez Saá (interim) (n. 1947) | 23 de desembre de 2001 - 30 de desembre de 2001 |
|        | Eduardo Duhalde (n. 1941)                | 2 de gener de 2002 - 25 de maig de 2003         |
|        | Néstor Kirchner (1950 - 2010)            | 25 de maig de 2003 - 10 de desembre de 2007     |
|        | Cristina Fernández de Kirchner (n. 1953) | 10 de desembre de 2007 - 10 de desembre de 2011 |
|        | Cristina Fernández de Kirchner (n. 1953) | 10 de desembre de 2011 - 10 de desembre de 2015 |
|        | Mauricio Macri (n. 1959)                 | 10 de desembre de 2015 - 10 de desembre de 2019 |
|        | Alberto Fernández (n. 1959)              | 10 de desembre de 2019 - 10 de desembre de 2023 |
|        | Javier Milei (n. 1970)                   | 10 de desembre de 2023 - actualitat             |